# Казахстан (концертный зал)
Центральный концертный зал «Казахстан» — концертный зал в городе Астана. Его также называют «Цветок пустыни». Спроектирован итальянским архитектором Манфреди Николетти. Является самой большой концертной площадкой в стране. Вместимость — 3500 гостей. Был открыт в 2009 году. До пандемии COVID-19 в нем проходило около ста массовых мероприятий в год.